# ニュー・ワールズ
『ニュー・ワールズ』（New Worlds）はイギリスのSF雑誌。1936年に『ノヴァ・テラ（Novae Terrae）』という名前の同人誌として創刊され、その後ジョン・カーネルが編集長となって1939年に『ニュー・ワールズ』に改名。1946年に商業誌となり、この分野の代表的雑誌となった。
1964年にロバーツ&ビンテル社に買収され、マイケル・ムアコックが編集長となる。1966年に経営難となって、ロバーツ&ビンテル社は同誌を手放すが、ブライアン・オールディスにより英国芸術協議会の援助を得ることができ、ムアコックは独自に刊行を続けた。ムアコックは実験的、前衛的な素材を多く送り出し、『ニュー・ワールズ』はニュー・ウェーブ運動の中心となった。ニュー・ウェーブは論争を巻き起こし、この時期の執筆者では、オールディス、J・G・バラード、トマス・M・ディッシュなどが活躍した。1970年になると負債のために定期刊行は終了し、その後はムアコックの名前で不定期に出版され、2012年に最新刊が発行されている。

## 歴史

### 初期
1936年にヌニートンに住むSFファンのモーリス・K.ハンソンが、同人誌『ノヴァ・テラ』を作った。ハンソンはその後ロンドンに移り、1937年に設立されたSF協会の機関誌となった。
アーサー・C・クラーク、ジョン・カーネル、ウィリアム・F・テンプルも『ノヴァ・テラ』制作に関わる。1939年に編集長がハンソンからカーネルに変わり、カーネルは題名を『ニュー・ワールズ』に改名した。またカーネルは商業誌への転換を図り、出版社「The Worlds Says」に持ちかける。1946年には出版社「Pendulum」に商業化を提案して賛同を得た。同年の商業化第1号は15,000冊を刷って、3000部の販売。10月に出た第2号では表紙デザインをアメリカのSF誌風にするなどして、売り上げは上向いた。
しかしPendulum社は、1947年にもう1号を発行した後で破産する。1948年にロンドンのSFファングループでフランク・クーパーを中心にして、『ニュー・ワールズ』を発行する出版社を起こすことが提案された。

### ノヴァ社
1948年5月のロンドンSF大会で、カーネルがノヴァ出版社の設立計画を発表し、1949年にジョン・ウィンダムらを編集者として設立され、6月に第1冊（通巻4号）が発行され、以後は季刊で発行がされた。また1950年には、ノヴァ社は新雑誌『サイエンス・ファンタジー』を創刊。1951年末からは隔月刊となり、発行部数も18,000部に達した。
価格低減を目指して、1953年に印刷をカールトン印刷社に変えたところトラブルとなり、一時出版が停止するが、1954年4月からは印刷会社をマクラーレン社として、月刊での発行を開始した。1958年にはノヴァ社は第三の雑誌『サイエンス・フィクション・アドベンチャー』も創刊する。しかし1960年代になると売れ行きは低迷し始め、1963年5月で『サイエンス・フィクション・アドベンチャー』は廃刊、同年9月に『ニュー・ワールズ』『サイエンス・ファンタジー』も廃刊となり、カーネルはデニス&ドブソン社でSFアンソロジー・シリーズの編集を行うことになった。

### ロバーツ&ヴィンター社
『ニュー・ワールズ』と『サイエンス・ファンタジー』はロンドンのロバーツ&ヴィンター社のデヴィッド・ウォーバートンに引き継がれることになった。ロバーツ&ヴィンター社は当時、W・H・スミス社ジョン・メンジーズ社の二大新聞雑誌販売チェーンに喰い込むための、新しい出版物に関心を持っていた。
この頃までカーネルに小説を売り込んでいたマイケル・ムアコックは、雑誌の廃刊を嘆く手紙を送り、カーネルはムアコックをロバーツ&ヴィンター社に推薦し、ムアコックが『ニュー・ワールズ』の編集長となり、ブライアン・オールディの友人で美術商のキリル・ボンフィグリオリが『サイエンス・ファンタジー』の編集長となった。ムアコック編集の『ニュー・ワールズ』は当初隔月刊だったが、1965年には月刊に戻った。
1966年7月に、ロバーツ&ヴィンター社の販売会社であるソープ&ポーター社が破産したため、財政的理由でロバーツ&ヴィンター社は『サイエンス・ファンタジー』の廃刊を計画する。それを聞いたムアコックとウォーバートンは新会社設立を考え、オールディスは英国芸術協議会の支援を受けるためにJ・B・プリーストリー、キングズリー・エイミスなど知り合いの文学者に連絡を取って、翌年5月から毎号あたり150ポンドの支援を受けることに成功した。しかしロバーツ&ヴィンター社は倒産し、姉妹会社のゴールド・スミス出版社が、『ニュー・ワールズ』と、『SFインパルス』に改名していた『サイエンス・ファンタジー』を引き継ぐことになったが、『SFインパルス』は『ニュー・ワールズ』に合併されて、1967年3月から刊行された。

### 芸術協議会
ウォーバートンとムアコックは、マグネリスト出版社を設立して、1967年7月から独立して刊行を始める。ムアコックはラングドン・ジョーンズを編集者として起用し、チャールズ・プラットをレイアウト・デザイナーとした。しかし売り上げは芳しくなく、ウォーバートンは11月号までで手を引き、ストーンハート出版社のシルベスター・スタインがこれを引き継いだ。
1968年月号に掲載されたノーマン・スピンラッドの『バグ・ジャック・バロン』は、かなり直接的なセックス・シーンが含まれており、これが芸術協議会の支援下にあることに下院の議員が不満を表明し、W・H・スミスとジョン・メンジーズは雑誌を売場から回収した。芸術協議会の支援の中止も検討されたが、これは継続されることになったものの、南アフリカ、ニュージーランド、オーストラリアでの一時的な輸入禁止、ジョン・メンジーズの仕入れ中止によって売り上げは悪化し、ステインとストーンハート社は7月号を最後に『ニュー・ワールズ』から手を引いた。
ムアコックは出版資金のために、ファンタジー小説を量産し始め、編集その他の作業はチャールズ・プラットとラングドン・ジョーンズに引き継いだ。1969年7月まで刊行は順調に続いたが、発行部数20,000部のうちの半分が返本されるようになる。ムアコックは3,000ポンドの借金を背負い、芸術協議会の支援も更新されないこととなって万策尽き、1970年4月の第200号が最後の発売となった。（翌年に1号だけが会員向けに発送された。）

### その後
ムアコックはペーパーバック型のアンソロジー・シリーズを季刊で発行しようとして、スフィア・ブックスと契約した。これは6冊の刊行までで25,000部を売り、加えてアメリカでも再版されて、収支は良かった。 しかしスフィアはそこで発行を打ち切り、コージー・ブックスが引き継いだが、これも1976年の10号までで打ち切りとなった。アメリカでは1-4号をバークリー・ブックス、6-7号をエイボン・ブックスが発行した。
1978年には、ムアコックによってファンジンの形で復活し、1979年まで4冊が発行された。　その次の『ニュー・ワールズ』は1991年にペーパーバックのアンソロジー・シリーズとして、1994年までにヴィクター・ゴランツ社から4冊が発行された。 2012年にオンライン・マガジン『マイケル・ムアコック・ニュー・ワールズ』として、Facebook上で、2014年まで2冊が発行されたが、収益不足で終了した。

## 内容と評価

### カーネル時代
『ニュー・ワールズ』第1号の巻頭作はモーリス・ヒュージ「The Mill of the Gods」で、ジョン・ラッセル・ファーンが3つのペンネームも用いて4作を提供し、ウィリアム・テンプルが「The Three Pylons」を掲載している。第2号には、ジョン・ウィンダムがJohn Beynonのペンネームで書いた「The Living Lie」、第3号にはA.C.クラーク「継承」が掲載された。金星移住者について描いたウィンダムの作品は1950年に『Other Worlds』誌で再掲載され、クラークの作品は『アスタウンディング・サイエンス・フィクション」に掲載された。
1954年からマクラーレン社は『ニュー・ワールズ』を主要雑誌とするように安定化を図り、この年から1960年までをマイク・シュリーは『ニュー・ワールズ』の黄金時代と述べる。カーネルはJ.G.バラードの処女作「脱出」を1956年12月号に掲載、1950年代のバラードの作品の多くは『ニュー・ワールズ』『サイエンス・ファンタジー』に掲載され、バラードはカーネルから自分の方法で書き続けるように助言されたと述べている。
カーネルはブライアン・オールディスの初期作品も多く掲載している。またジョン・ブラナーも『ニュー・ワールズ』1955年4月の「Visitors' Book」から頻繁に登場する。ジェームズ・ホワイトは1953年1月号の「Assisted Passage」で登場し、1957年からはエイリアンのための病院を扱った「セクター・ジェネラル」シリーズを開始した。ジョン・ウィンダムは『トリフィドの日（1951）などですでにジャンル外でも知られていたが、1958年４月から宇宙家族Troonsシリーズを開始した。アーサー・C・クラークはイギリスでの作品発表は少ないが、『ニュー・ワールズ』1958年11月号で「Who's There」を掲載している。コリン・カップは「異端エンジニア」シリーズを1959年10月から掲載。他に1950年代後半には、J・T・マッキントッシュ、ケネス・バルマー、E・C・タブなどが活躍した。 
1950年代に行われた調査では、『ニュー・ワールズ』の女性読者は5〜15%、また年代別では19歳以下が1954年には5%、1958年位は18%、1963年には31%と、若い層において人気を持つようになった。またこの期間には、科学・技術職の読者が増加している。この時期の優れたアーティストとしては、ブライアン・ルイス、ゴードン・ハッチングス、ジェラード・クインがおり、彼らはヴァージル・フィンレイに近いスタイルと言われる。しかしカーネルは「ダイジェスト版雑誌と同じくらい時代遅れ」として1957年には挿絵を使うことをやめた。
マイク・アシュリーによると、『ニュー・ワールズ』は1960年代になると質の低下が始まり、それでもホワイト「セクター・ジェネラル」や、異星での無神論者と聖職者の衝突を描くハリイ・ハリスン「アシュケロンの通り」などの人気作が掲載されていた。バラードは通常の小説はアメリカの雑誌に売り、『ニュー・ワールズ』には実験的な作品を載せた。

### ムアコック時代
1963年にムアコックとバラードは、ウィリアム・バロウズやエドゥアルド・パオロッツィのような、実験的な作品の出版を構想した。
ムアコックがカーネルから編集長を引き継いだ最初の号は1964年5・6月号で、巻頭にジェームズ・コーソーンを掲げ、バラードの中編「昼夜平分時」、ウィリアム・バロウズ『Dead Fingers Talk』の書評、ブライアン・オールディス、バリントン・J・ベイリー、ジョン・ブラナーの短編小説を掲載した。またムアコックは、バロウズへのインタビューでの「宇宙時代においては、作家はそれにふさわしい技法を生み出さなくてはならない」という発言を取り上げている。 またムアコックの編集方針を示したが、その中で最も議論を呼んだのは、1964年9-1月号に掲載されたラングドン・ジョーンズ「覚えているよ、アニータ…」で、セックスシーンを含んでいたことから読者欄で論争を巻き起こした、このために定期購読から離れる読者もいたが、全体では発行部数は増加した。
ムアコック自身も、ペンネームであるジェームズ・コルヴィン名を含めて作品を執筆し、その中には伝統的なストーリーもあったが、1965年8月に始まった「ジェリー・コーネリアス」シリーズは非常に実験的な作品だった。1966年9月にはキリストの時代にタイムトラベルする中編「この人を見よ」を発表し、ネビュラ賞を受賞。バラードも1966年に文学雑誌『Ambit』で発表した作品で、1966年6月「あなた、コーマ、マリリン・モンロー」、1967年3月「下り坂自動車レースとみなしたJ・F・ケネディの暗殺」など論争的な作品を掲載した。
多くの作家が、『ニュー・ワールズ』では実験的な作品を発表できると気づいた。イギリス人作家ではチャールズ・プラット、デヴィット・I.マッソン、バリントン・ベイリーがこの範疇で、ムアコックはアメリカのジョン・スラデック、ロジャー・ゼラズニイ、トマス・M・ディッシュらにも執筆を依頼した。ゼラズニイは『For a Breath I Tarry』を1966年3月に発表、ディッシュはいくつかの短編を書き、1966年12月から長編『虚像のエコー』を連載した。ディッシュはこの作品を出版する出版社をアメリカでは見つけられなかったと述べている。
1960年代中頃には、ムアコックの送り出す実験的な作品に「ニュー・ウェーブ」という呼び名が使われ始め、『ニュー・ワールズ』もこの運動の主要な出版元とみなされた。またムアコックは既存の読者のために伝統的なSF小説も掲載し、SF史家コリン・グリーンランドは「誌面の刷新は彼がいうよりはゆっくりと進んだ」と述べている 伝統的SFとしてムアコックの買った中には1965年6月のヴァーナー・ヴィンジの第一作『Apartness』もあり、またボブ・ショウや、初期のテリー・プラチェット作品、1965年3月にはアーサー・C・クラーク『太陽帆（Sunjammer）』などがある。

### 芸術協議会とそれ以降
ムアコックがロバーツ&ビンテルから引き継いだ時に、従来のダイジェスト版から、美術性向上のために高級誌風の大判に変更した。この最初の号はディッシュの『キャンプ・コンセントレーション』の掲載された1967年7月で、この作品は主人公の露骨なセリフのためにアメリカでは出版できなかったものだった。他の新しい作家には、M・ジョン・ハリスン、ロバート・ホールドストックがおり、二人とも1968年11月に登場した。同年12月にはS.R.ディレイニー『時は準宝石の螺旋のように』、1969年4月にはハーラン・エリスン『少年と犬』が掲載される。
1967年7月剛にはパメラ・ゾリーンの処女作『宇宙の熱死』が掲載され、これは『ニュー・ワールズ』でもしばしばメタファーとして使われるエントロピーを扱ったものだった。この作品はエドワード・ジェームズの言う「SF的で科学的な言語を用いて、日常生活の中に完全なイメージを喚起し、読者の現実認識を変革する」ことを目指している、ムアコックがこの雑誌で目指した手法の最も優れた例と言える。「インナー・スペース（内的宇宙）」という語は元々J・B・プリーストリーの作ったものだが、ムアコックの世に出した作品の対象として、伝統的SFの対象とする「アウター・スペース（外的宇宙）」との対比でしばしば使われ、ジェームズはこれを「イギリスのニュー・ウェーブの合言葉であり、ガーンズバックとキャンベルを捨てたことを識別するための象徴」とみなした。これらの作家の方法と関心は、伝統的なSF作家とはまったく異なり、現実世界よりも内面に向かい、素材の異常な配置や、心理学的な考察といった実験的な手法に挑んだ。
アンソロジー形式への移行で、実験的な作品は減少した。ムアコックが明確にした編集方針は、伝統的SFを排除することでなく、ジャンルの境界を完全に取り除き、SFが主流文学の一種として扱われるようにすることだった。しかし季刊となるとスフィア社により、売り上げ増のためにSFというラベル付けがなされる。季刊アンソロジーの時期に登場した作家には、マータ・ランドル、エレノア・アナスン、ジェフ・ライマン、レイチェル・ポラックらがいる。
1990年代になると、1960-70年代の『ニュー・ワールズ』の雰囲気は失われ、ムアコック、ポール・ディ・フィリッポ、イアン・マクドナルドらの優れた作品が掲載されるが、経営的には成功しなかった。

## ニュー・ウェーブと『ニュー・ワールズ』
『ニュー・ワールズ』が1960年代のSFに与えた最も大きい影響「ニュー・ウェーブ」は、ムアコックの論説によって始まった。1965年に彼は、良いSFの作家は「先人から学ぶことはできるが、それを真似するべきではない」と主張し、同誌でも他の雑誌でもそれ以前とは全く違った手法とスタイルの作品を掲載した。ムアコックの目標は、この雑誌にジャンルにおける「新しい前衛的な役割」を持たせることにあった。『ニュー・ワールズ』は「来たりくる文学を活性化させるための、ニュー・ウェーブ運動のイデオロギー・センター」になった。
「ニュー・ウェーブ」という語は1964-66年頃に使われ始め、『ニュー・ワールズ』は運動の最前線となっていた。1962年と63年の二つの論説、バラードの「インナー・スペース（内宇宙）への道はどちらか？」、ムアコックの「感覚の遊び」が、SF雑誌におけるニュー・ウェーブの概念の最初の宣言だった。批評家やSFファンのニューウェーブへの反応は変化した。クリストファー・プリーストは『ニュー・ワールズ」を「ニューウェーブのプロジン（商業化されたファンジン）」と呼ぶが、作家たちの才能と実験的な作品は賛美している（ただしバラードの「結晶世界」だけは「退屈でうんざり」と述べている）。マイク・アシュリーは、『ニュー・ワールズ』は他では書けなかったであろう作家を世に出したことでは有意義だったと述べている。特にバラードは、支持と、それ以上の批判の両方を受けたが、ムアコックがかばった。1966年になると、アメリカのファンジンで『ニュー・ワールズ』とそれへの批判への反応が現れ、その論争は商業誌にまで広がった。ジュディス・メリルは、『ファンタジー&サイエンス・フィクション』誌上でディッシュとバラードの功績を称賛したが、アルジス・バドリスは『ギャラクシー』誌上で反論した。フレデリック・ポールは『ニュー・ワールズ』を「ひどくつまらない」と言って、冒険物語への回帰を主張した。アメリカのSF作家たちは、賛成・反対の両方で『ニュー・ワールズ』とニューウェーブに関するコラムや手紙が増大してきたため、「ニュー・ウェーブ論争の拡大から逃れるのがますます難しくなっている」ことに気づき始めた。
1960年代末には、『ニュー・ワールズ』、ニュー・ウェーブの、SFとの関係及び影響は希薄になってきた。1969年8月号でチャールズ・プラットは『ニュー・ワールズ』はSF雑誌ではないと断言し、SF界も『ニュー・ワールズ』への関心を失っていく。しかしブライアン・ステイブルフォードが「『ニュー・ワールズ』の作家達の敷いた道は現在では一般的に使われるようになった」と言うように、長期的には影響力を残した。

## 関連書籍
- ニュー・ワールズ傑作選. no.1 マイケル・ムアコック編 伊藤典夫訳、ハヤカワ・SF・シリーズ 1971